# 持明院陳子
持明院陳子（藤原陳子，1173年—1238年11月10日），平安時代、鎌倉時代女性。後高倉院之妃，後堀河天皇生母。父正二位权中纳言持明院基家、母亲是平頼盛之女（宰相局、後高倉院乳母），同母兄持明院保家。准三宮。女院号北白河院（きたしらかわいん），法名如律。
承安三年持明院陳子出生。她的堂兄弟一条能保是源頼朝妹坊門姬的夫婿，平治之乱救源頼朝之命的池禅尼是平頼盛的生母，鎌倉幕府对持明院陳子的家族有好感，承久3年（1221年），立她所生的儿子即位为後堀河天皇。
贞应元年（1222年）四月十三日，为从三位、准三宮，同年七月十一日，院号宣下。同年出家，号如律。嘉禎四年十月初三（1238年11月10日），六十六岁时持明院陳子薨。

## 注
1. ↑  近藤成一「鎌倉幕府の成立と天皇」（初出:永原慶二 他編『講座前近代の天皇 第1巻 天皇権力の構造と展開その1』（青木書店、1992年）/所収:近藤『鎌倉時代政治構造の研究』（校倉書房、2016年） ISBN 978-4-7517-4650-9）